# Mikumi Nationalpark
Mikumi Nationalpark er et vilddyrreservat i Mikumi, nær Morogoro, Tanzania.  Parken blev oprettet i 1964, og omfatter et område på omkring 3.230 km² og er landets fjerde største nationalpark.

## Territorium
Mikumi grænser i syd til Selous nationalpark, og de to områder sammen danner et unikt økosystem; To andre naturområder grænser til parken: Udzungwa Mountains og Uluguru Mountains. 

## Flora og fauna
Landskapbet i Mikumi sammenlignes ofte med landskabet i Serengeti. Hovedvejen fra Dar-es-Salaam til Zambia, Tanzamveien går tværs gennem parken fra øst mod vest og deler denne i to med delvis forskellig natur. Området nord for vejen har karakteristiske træk af aflejringer fra floden Mkata. Her består vegetationen af acacia, baobab, tamarinde, og nogle sjældne palmer. I dette område længst fra vejen er der spektakulære bjergformationer dannet af bjergene Rubeho og Uluguru. 
Området på sydsiden af vejen er mindre rig på dyreliv og vanskeligere tilgængelig.
Dyrelivet i parken omfatter mange arter som er karakteristiske for den afrikanske savanne og efter hvad lokale parkvagter kan fortælle er der større chancer for at se en løve klatre i et træ her end i Manyara (kendt som en av de få steder hvor løver bedriver dette). I parken findes en art af giraf som biologer betragter som en forbindelse mellem Masai giraf og Somali giraf. I parken er også elefanter, zebra, gnu, impala, eland antilober og sort antilope, aber, og bøffel. I parkens udkant; I to søer er der flodheste. Mere end 400 forskellige  fuglearter er set i parken, der er et af de få steder hvor Marabustorken holder til.

## Turisme
Mikumi-parken hører ind under den statslige organisation, Tanzania National Parks, og hører til de  nationalparker som er mindre besøgt af internationale turister og dermed mindre miljømæssigt belastet. Fleste organiserede turistruter som går gennem Mikumi fortsætter til Ruaha nationalpark og Selous. 
Den tunge trafik gennem parken ser ikke ud til at genere dyrene. En bilist som færdes gennem parken ved nattetid i den mere kølige årstid bør være opmærksom på at løver og andre større dyr fidner den varme asfalt behagelig at hvile på, men de fleste dyr opfatter bilens lygter i god tid og vandrer rolig ud af vejbanen.
Den bedste tid at besøge er parken, er den tørre årstid mellem maj og november.

## Eksterne kilder og henvisninger
- Tanzania Tourist Board, places to go:Mikumi Arkiveret 1. oktober 2008 hos  Wayback Machine
- Official site Arkiveret 28. oktober 2011 hos  Wayback Machine

7°12′S 37°8′Ø / 7.200°S 37.133°Ø